# Bracha van Doesburgh
Bracha van Doesburgh, née le 3 septembre 1981  à Enschede, est une actrice néerlandaise.

## Biographie

### Enfance et formation
Elle est née le 3 septembre 1981 à Enschede.
Son nom complet est Bracha Schuurmans-Semeijns de Vries van Doesburgh.
Elle a étudié à l'Académie de théâtre et de danse.

### Vie de famille
Le 4 juin 2011, elle s'est mariée à l'acteur Daan Schuumans. Naissent de cette union trois enfants, une fille et des jumeaux.
En 2011, elle lance sa première collection pour les magasins Maison de Bonnetterie.

## Filmographie

### Années 2000
- 2004 : Grijpstra & de Gier : Gwen
- 2005 : Vet hard : Katja Wielaard
- 2005 : De band
- 2005 : Het mysterie van de sardine : Vicky
- 2005 : Kitchen Paradise : Agnes Meerman
- 2005 : Baantjer : Mieke Verheyen
- 2006 : Van Speijk : Susan Jansen
- 2006 : Shouf Shouf! (nl) : Sandra
- 2006 : Et pour quelques billes de plus : Mère de la petite fille
- 2007 : Boks (nl) : Sascha
- 2007 : Sarah & Hij : Sarah
- 2007 : Moordwijven : Kitty Kroonenberg
- 2008 : Morrison krijgt een zusje : Nina
- 2008 : Hitte/Harara : Nancy

### Années 2010
- 2010 : De Troon : Marianne
- 2010 : S1ngle (nl) : Fatima Prins
- 2010 : De eetclub : Karen van der Made
- 2011 : Van God Los (nl) : Katja
- 2011 : Het gordijnpaleis van Ollie Hartmoed : Tina Aknouch-Hartmoed
- 2012 : The Domino Effect : Angie
- 2012 : Mike dans tous ses états (De groeten van Mike!) de Maria Peters : Natasja Vasilovski
- 2018 : Doris d'Albert Jan van Rees : Lynn
- 2022 : Faithfully Yours d'André van Duren : Bodil Backer